# Abram Joseph Bonda
Abram Joseph Bonda (Sommelsdijk, 25 november 1872 – Bergen 28 april 1928) was een Nederlands fotograaf. Hij is bekend om zijn foto’s van o.a. Bergen in het begin van de twintigste eeuw. Bonda kwam vanuit Amsterdam, waar hij assistent-boekverkoper was, naar het dorp Bergen in Noord-Holland. Hij liet zich daar op 6 december 1906 inschrijven. In Bergen had hij een boekhandel en was hij tevens fotograaf van beroep.
De boekhandel (Oude Prinsweg 11 in Bergen) liet Bonda in voorjaar 1910 bouwen. Naast de boekhandel was er ook een kleine leesbibliotheek, een drukkerij en een donkere kamer voor het ontwikkelen van foto’s aanwezig. Daarnaast bood Bonda kunstenaars ook de mogelijkheid te exposeren in het pand.
Bonda trouwde op 1 mei 1901 met Joanna Carolina Catharina Barkhuijsen. Ze kregen in oktober van dat jaar een zoon, Jean Emile Joseph. In 1916 scheidde Bonda van Joanna. Hij hertrouwde in 1919 met Wilhelmina Elisabeth van Soesbergen, hij scheidde echter van haar al in datzelfde jaar.
De glasplaatnegatieven van het werk van Bonda zijn uiteindelijk terechtgekomen in de collectie van het Regionaal Archief Alkmaar en dat heeft ze na het scannen op zijn online beeldbank gezet.

## Een selectie van foto's van Bergen, Bergen aan Zee en Alkmaar

### Collectie Regionaal Archief Alkmaar

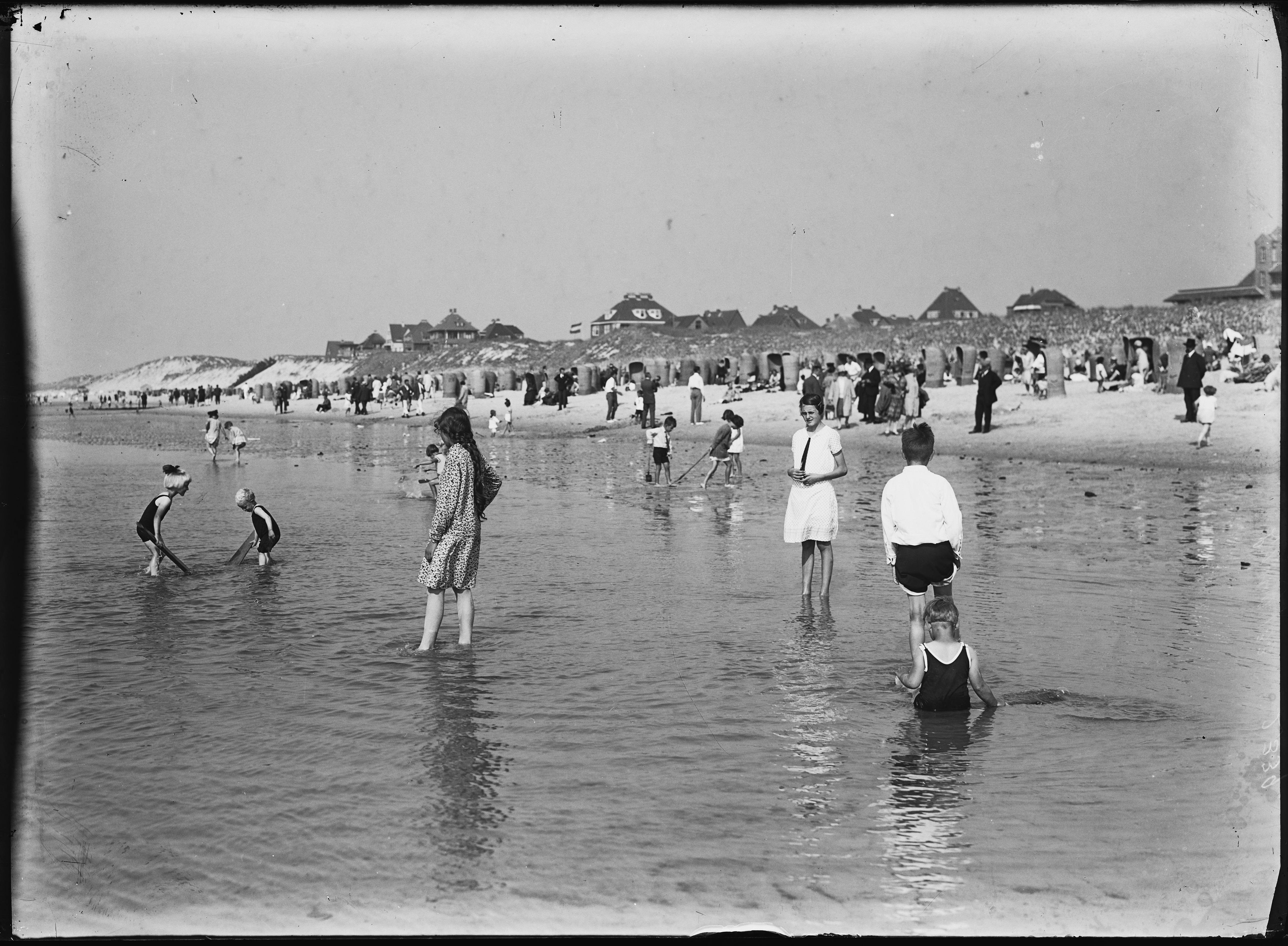
Gezicht op het strand van Bergen aan Zee vanaf het water, met op de voorgrond spelende kinderen en op de achtergrond de huizen aan de boulevard en de Pier Panderstraat
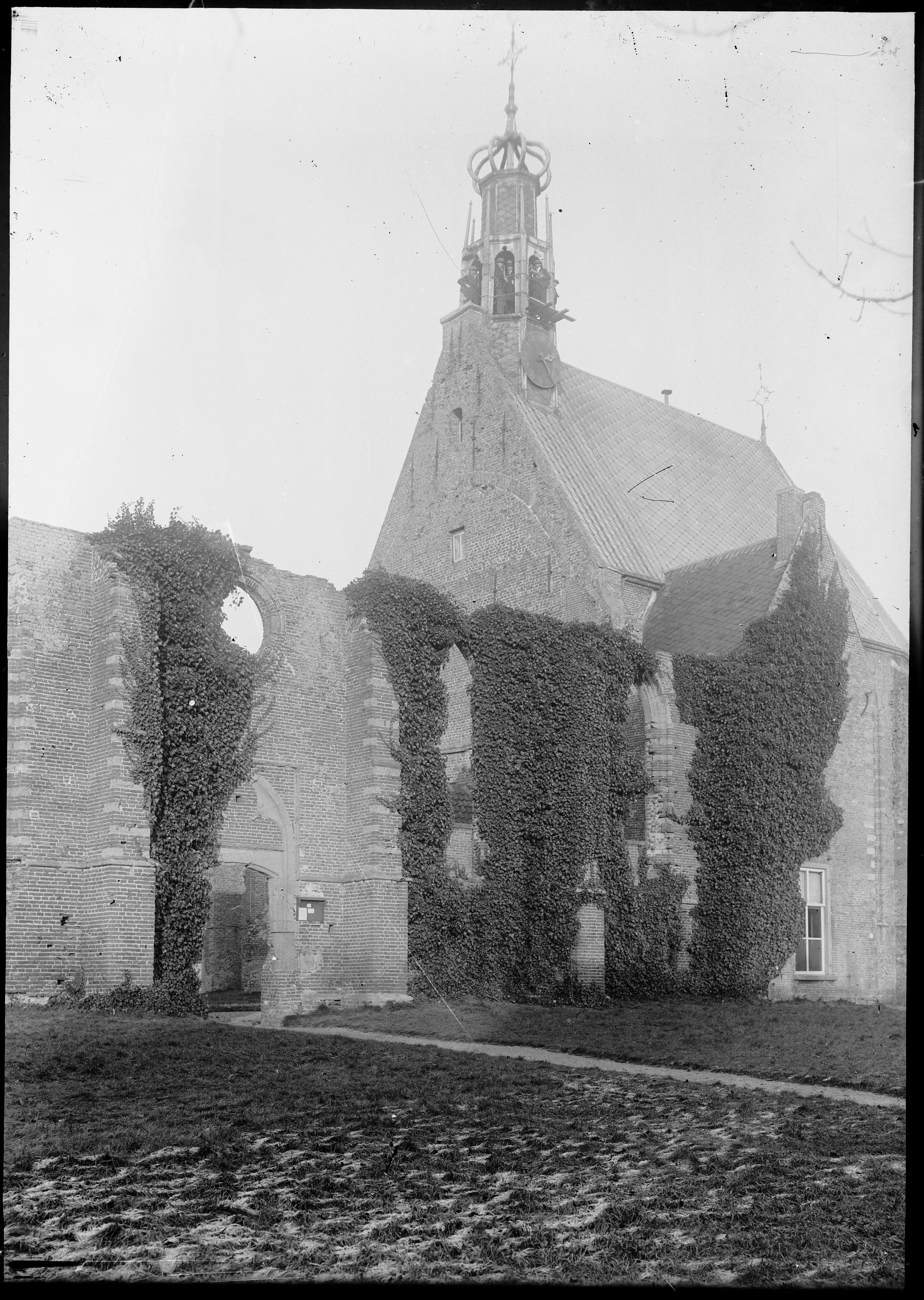
De Ruïnekerk in Bergen, gezien naar het oosten
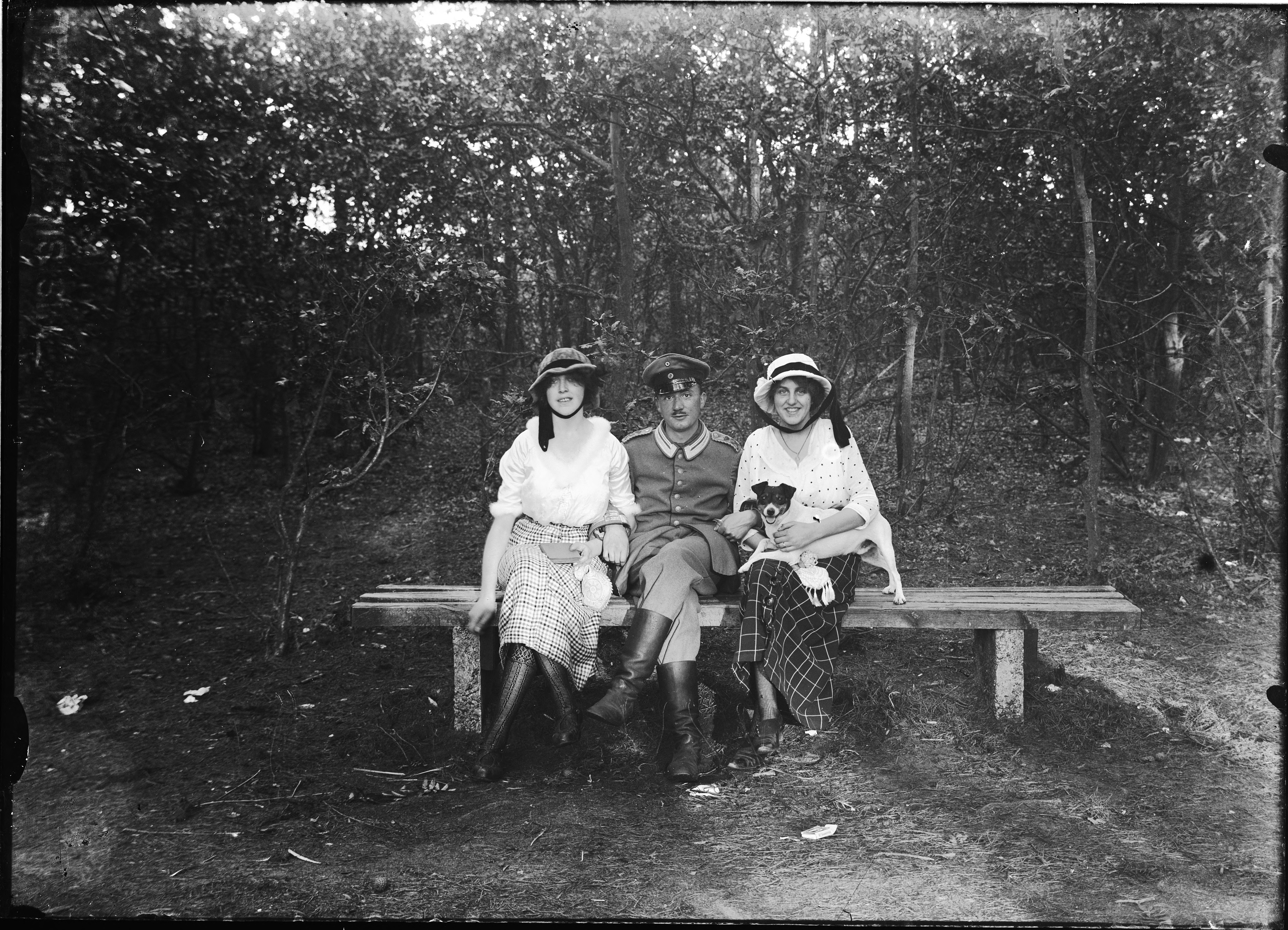
Bankje in het bos, met daarop een Duitse militair geflankeerd door twee vrouwen
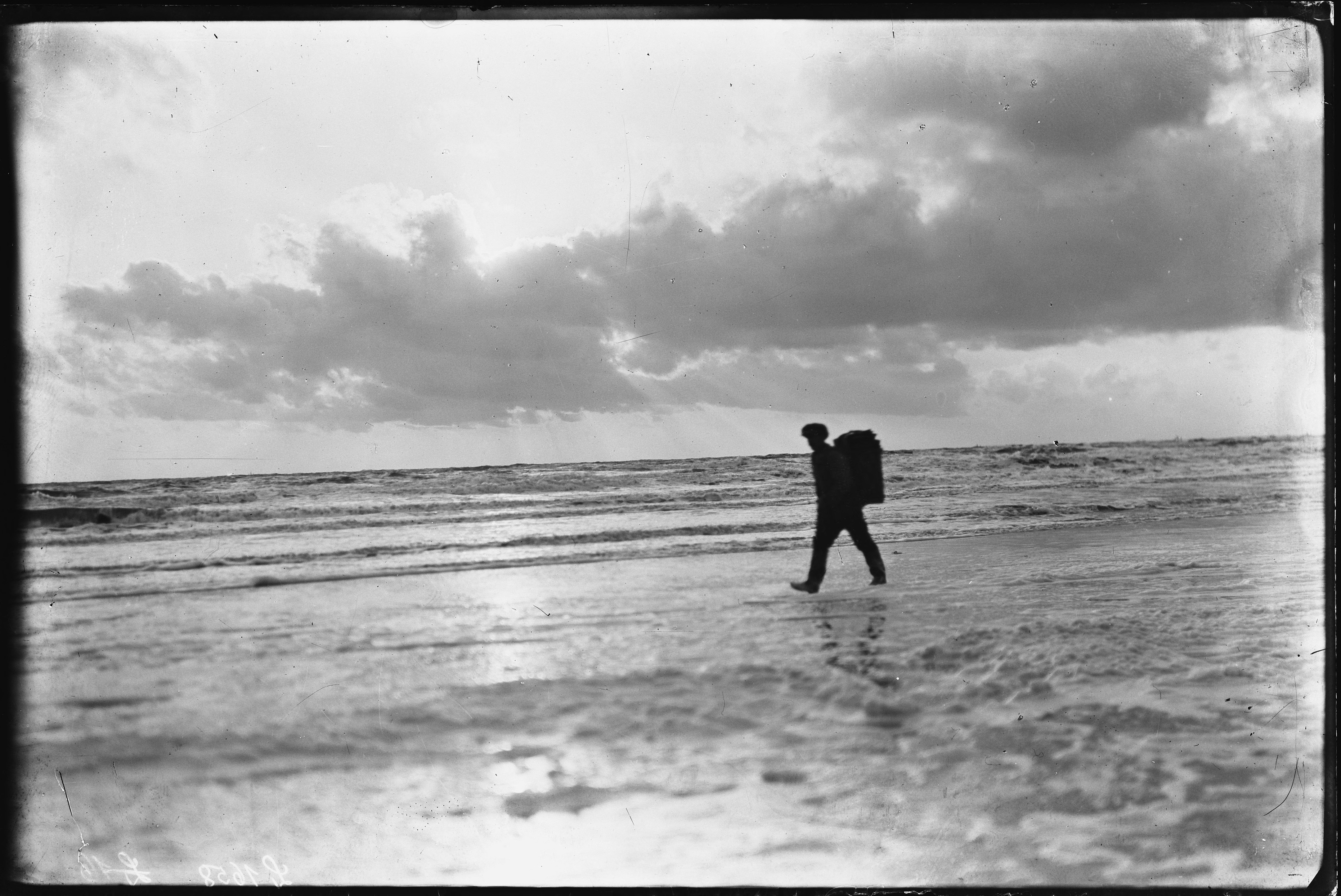
Een strandjutter loopt met een mand op zijn rug langs de vloedlijn
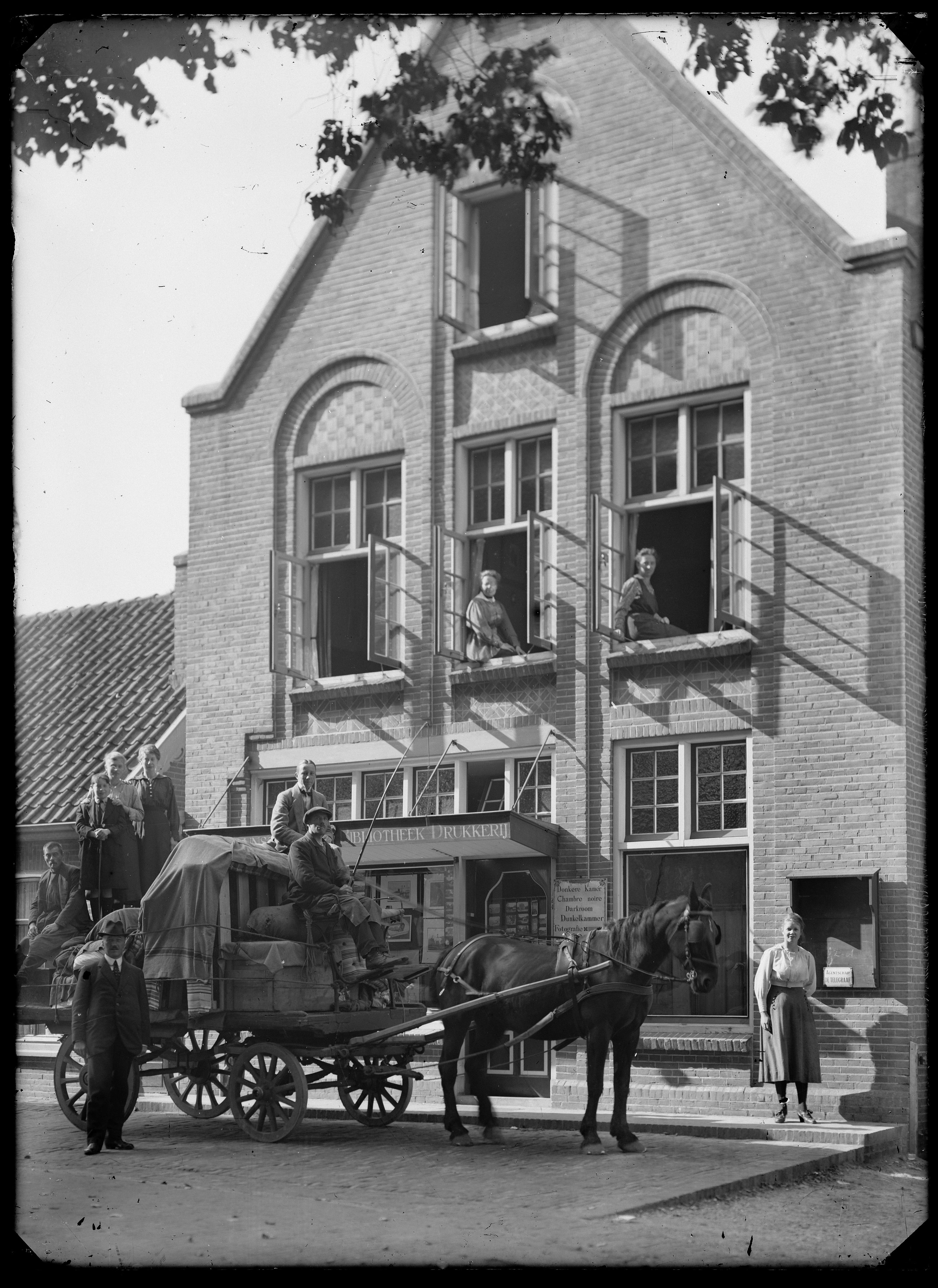
Het winkelpand van fotograaf Bonda, Oude Prinsweg 11
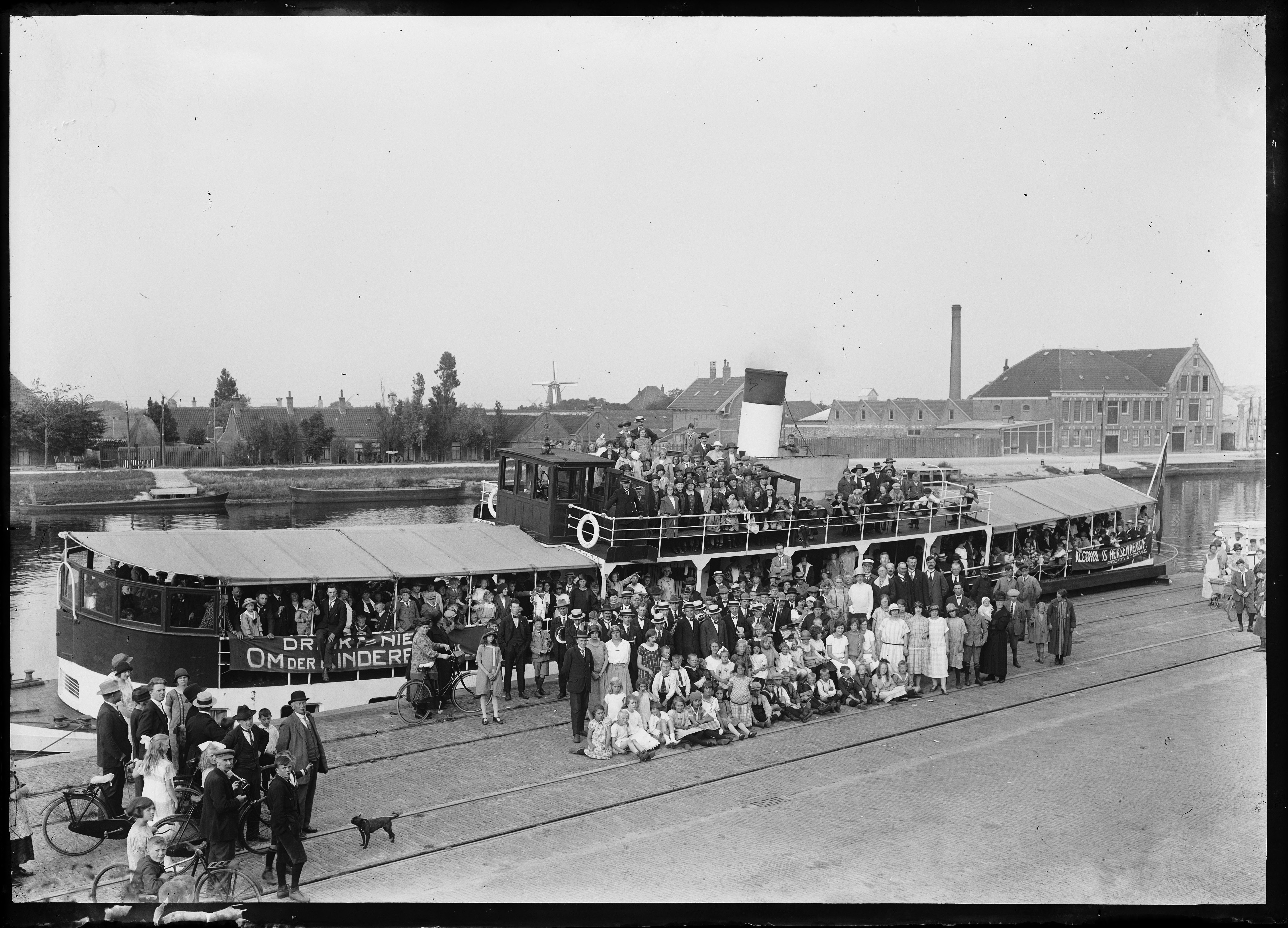
Salonboot van de Alkmaar Packet aan de Kanaalkade